# Vrbnica (rivière)
Pour les articles homonymes, voir Vrbnica.
La Vrbnica est une rivière de Monténégro. Elle fait partie du bassin versant de la mer Noire.
La Vrbnica coule dans le massif du Durmitor et appartient aux bassins de la Piva et de la Tara.